# Guitar Hero: Smash Hits
Guitar Hero: Smash Hits (Guitar Hero: Greatest Hits en Europe et Australie) est un jeu vidéo de rythme prévu sur PlayStation 2, PlayStation 3, Wii et Xbox 360 sorti en juin 2009. Le jeu fait partie de la série Guitar Hero. Il comporte 48 chansons tirées de quatre titres précédents de la série (Guitar Hero, Guitar Hero 2, Guitar Hero: Rocks the 80s et Guitar Hero 3: Legends of Rock) qui peuvent être jouées à la guitare, à la basse, à la batterie ou au chant comme dans Guitar Hero 4: World Tour et Guitar Hero: Metallica.

## Liste des titres
Les titres suivants sont présents dans la liste des titres à jouer :
| Titre                                   | Groupe                        | Sortie | Jeu                              |
| --------------------------------------- | ----------------------------- | ------ | -------------------------------- |
| I Love Rock 'n' Roll                    | Joan Jett and the Blackhearts | 1982   | Guitar Hero                      |
| Heart-Shaped Box                        | Nirvana                       | 1993   | Guitar Hero II                   |
| Hit Me with Your Best Shot              | Pat Benatar                   | 1980   | Guitar Hero III: Legends of Rock |
| Rock and Roll All Nite                  | Kiss                          | 1975   | Guitar Hero III: Legends of Rock |
| Take Me Out                             | Franz Ferdinand               | 2004   | Guitar Hero                      |
| More Than A Feeling                     | Boston                        | 1976   | Guitar Hero                      |
| Stellar                                 | Incubus                       | 2000   | Guitar Hero: Rocks the 80's      |
| Woman                                   | Wolfmother                    | 2006   | Guitar Hero II                   |
| Them Bones                              | Alice in Chains               | 1992   | Guitar Hero II                   |
| Godzilla                                | Blue Öyster Cult              | 1977   | Guitar Hero                      |
| Lay Down                                | Priestess                     | 2006   | Guitar Hero III: Legends of Rock |
| Take It Off                             | The Donnas                    | 2002   | Guitar Hero                      |
| Killing in the Name                     | Rage Against the Machine      | 1992   | Guitar Hero II                   |
| Round and Round                         | Ratt                          | 1984   | Guitar Hero: Rocks the 80's      |
| Cherry Pie                              | Warrant                       | 1990   | Guitar Hero II                   |
| Shout at the Devil                      | Mötley Crüe                   | 1983   | Guitar Hero II                   |
| Hey You                                 | The Exies                     | 2004   | Guitar Hero                      |
| Unsung (En direct de ???)               | Helmet                        | 1992   | Guitar Hero                      |
| Miss Murder                             | AFI                           | 2006   | Guitar Hero III: Legends of Rock |
| Nothin' but a Good Time                 | Poison                        | 1988   | Guitar Hero: Rocks the 80's      |
| Carry On Wayward Son                    | Kansas                        | 1976   | Guitar Hero II                   |
| Back in the Saddle                      | Aerosmith                     | 1977   | Guitar Hero: Aerosmith           |
| Monkey Wrench                           | Foo Fighters                  | 1997   | Guitar Hero II                   |
| Mother                                  | Danzig                        | 1988   | Guitar Hero II                   |
| Message in a Bottle                     | The Police                    | 1979   | Guitar Hero II                   |
| Smoke on the Water                      | Deep Purple                   | 1972   | Guitar Hero                      |
| Killer Queen                            | Queen                         | 1974   | Guitar Hero                      |
| Electric Eye                            | Judas Priest                  | 1982   | Guitar Hero: Rocks the 80's      |
| Thunder Kiss '65                        | White Zombie                  | 1992   | Guitar Hero                      |
| Freya                                   | The Sword                     | 2006   | Guitar Hero II                   |
| Barracuda                               | Heart                         | 1977   | Guitar Hero III: Legends of Rock |
| Stop                                    | Jane's Addiction              | 1990   | Guitar Hero II                   |
| No One Knows                            | Queens of the Stone Age       | 2002   | Guitar Hero                      |
| Trippin' on a Hole in a Paper Heart     | Stone Temple Pilots           | 1996   | Guitar Hero II                   |
| Psychobilly Freakout                    | Reverend Horton Heat          | 1990   | Guitar Hero II                   |
| Cult of Personality                     | Living Colour                 | 2007   | Guitar Hero III: Legends of Rock |
| Cowboys from Hell (En direct de Moscou) | Pantera                       | 1991   | Guitar Hero                      |
| Bark at the Moon                        | Ozzy Osbourne                 | 1983   | Guitar Hero                      |
| YYZ                                     | Rush                          | 1981   | Guitar Hero II                   |
| Laid to Rest                            | Lamb of God                   | 2004   | Guitar Hero II                   |
| Free Bird                               | Lynyrd Skynyrd                | 1973   | Guitar Hero II                   |
| The Trooper                             | Iron Maiden                   | 1983   | Guitar Hero II                   |
| Play With Me                            | Extreme                       | 1989   | Guitar Hero: Rocks the 80's      |
| Caught in a Mosh                        | Anthrax                       | 1987   | Guitar Hero: Rocks the 80's      |
| Raining Blood                           | Slayer                        | 1986   | Guitar Hero III: Legends of Rock |
| Beast and the Harlot                    | Avenged Sevenfold             | 2005   | Guitar Hero II                   |
| Through the Fire and Flames             | DragonForce                   | 2006   | Guitar Hero III: Legends of Rock |